# Кренлейн, Рудольф Ульрих
Рудольф Ульрих Кренлейн (нем. Rudolf Ulrich Krönlein; 19 февраля 1847, Штайн-на-Рейне, Швейцарии — 26 октября 1910, Цюрих) — швейцарский хирург, доктор медицины (1872).
С 1874 года был ассистентом Лангенбека при хирургической клинике в Берлине, с 1881 ординарный профессор хирургии и директор хирургической клиники в Цюрихе, где в 1886—1888 был и ректором университета.